# اطراف خز
اطراف خز (انگلیسی: Around the Fur) دومین آلبوم استودیویی گروه آلترناتیو متال آمریکایی دفتونز است که در ۲۸ اکتبر ۱۹۹۷ توسط ماوریک رکوردز منتشر شد. آهنگ‌های «My Own Summer (Shove It)» و «Be Quiet and Drive (Far Away)» به‌عنوان تک‌آهنگ با موزیک‌ویدیوهای همراه منتشر شدند. این آلبوم در سال ۱۹۹۹ توسط انجمن صنعت ضبط موسیقی ایالات متحده آمریکا گواهی طلا دریافت کرد و در سال ۲۰۱۱ به گواهی پلاتین رسید.

## ضبط
ضبط آلبوم بین آوریل ۱۹۹۷ تا ژوئن ۱۹۹۷ در استودیو لیتو در سیاتل، که متعلق به استون گوسارد از پرل جم بود، انجام شد. در آن زمان، پرل جم روی پنجمین آلبوم استودیویی خود Yield کار می‌کرد و مجبور به استفاده از استودیویی دیگر شد. گروه از مسائل داخلی و حوادث شخصی خود الهام گرفته بود، زیرا هر چهار عضو گروه آپارتمانی در جنوب سیاتل اجاره کرده بودند و در آنجا آلبوم را می‌نوشتند و ضبط می‌کردند. خواننده چینو مورنو و کارپنتر به یاد می‌آورند که گروه اغلب مشروب می‌نوشید و مهمانی برگزار می‌کرد، حتی لحظات تصادفی نوشتن را به یاد می‌آورند که بیسیست چی چنگ و کارپنتر مرتباً ماری‌جوانا مصرف می‌کردند و با هم ریف می‌نوشتند؛ این دو بعداً پیام صوتی خود از مصرف ماری‌جوانا با بانگ را به‌عنوان یک قطعه مخفی بین «MX» و «Damone» گنجاندند.
این دومین آلبوم با حضور فرانک دلگادو به‌عنوان پرسنل اضافی بود؛ او در نهایت در سال ۱۹۹۹ رسماً به گروه پیوست. آهنگ «Headup» شامل وکال اضافی از مکس کاوالرا از سول‌فلای بود.

## طرح روی جلد
جلد آلبوم توسط عکاس ریک کوزیک در یک مهمانی شبانه در سیاتل، جایی که گروه در حال ضبط بود، گرفته شد. پس از دیدن عکسی صریح از یک زن، گروه تصمیم گرفت از آن به‌عنوان جلد آلبوم استفاده کند. کوزیک نمی‌دانست آن زن کیست، بنابراین گروه مجبور شد او را پیدا کند و اجازه استفاده از عکس را بگیرد، که او در نهایت موافقت کرد. زنی که روی جلد ظاهر شده، لیزا ام. هیوز، دوست استیون کارپنتر است. هیوز برای اولین بار در بیستمین سالگرد آلبوم در سال ۲۰۱۷ دربارهٔ جلد به‌صورت عمومی صحبت کرد. مورنو از آن زمان نارضایتی خود از جلد را ابراز کرده و آن را «افتضاح» نامیده است.

## ساختار و ترانه‌ها
اطراف خز اثری در سبک‌های آلترناتیو متال، نیو متال، و پست-هاردکور توصیف شده است. گیتاریست استیون کارپنتر بعدها اظهار داشت: «ما واقعاً به این موضوع توجه زیادی نداشتیم. زمانی را به یاد می‌آورم که این زیرسبک‌ها وجود نداشتند. فقط متال بود. فکر نمی‌کنم تصمیم گرفتیم از [نیو متال] فاصله بگیریم – هیچ‌وقت به کار دیگران توجه نکردیم. فقط کاری را کردیم که فکر می‌کردیم درست است و سعی کردیم آلبومی فوق‌العاده بسازیم.» تهیه‌کننده تری دیت بیان کرد که گروه می‌خواست با اطراف خز «پیچیده‌تر» شود. از نظر ترانه‌ها، بسیاری از آهنگ‌های آلبوم به موضوعاتی مانند نگاه‌های جوانی، اضطراب وجودی، روابط جنسی، عاشقانه، خشونت، مرگ عزیزان و جدایی‌ها می‌پردازند.
در مصاحبه‌ای در سال ۱۹۹۸ با مجله Chart، مورنو اظهار داشت: «وقتی برای ساخت این آلبوم وارد استودیو شدیم، واقعاً ایده مشخصی از آنچه می‌خواهیم به دست آوریم نداشتیم.» بااین‌حال، او احساس کرد که آلبوم «سر جای خودش قرار گرفت» وقتی گروه در استودیو مستقر شد. گروه صدای خود را گسترش داد، زمان بیشتری با تهیه‌کننده تری دیت صرف کرد و به تولید آلبوم فکر بیشتری کرد. ایب کانینگهام صدای درام خود را متنوع کرد و با استفاده از انواع مختلف طبل کوچک در تقریباً هر آهنگ آزمایش کرد. آلبوم به دلیل دینامیک بلند-آرام، جریان آهنگ‌ها، وکال غیرمعمول مورنو، و ریتم‌های قوی ایجادشده توسط کانینگهام و چنگ مورد تحسین قرار گرفت.

## انتشار و فروش
آلبوم بسیار مورد انتظار بود و با پخش رادیویی و ام‌تی‌وی تک‌آهنگ‌های «تابستان خودم (بزن کنار)» و «ساکت باش و بران (خیلی دور)»، گروه را به شهرت در عرصهٔ آلترناتیو متال رساند. آهنگ هم‌عنوان آلبوم نیز به‌عنوان تک‌آهنگ تبلیغاتی منتشر شد.
اطراف خز در هفته اول انتشار ۴۳٬۰۰۰ نسخه فروخت و در بیلورد ۲۰۰ در رتبه ۲۹ (بالاترین جایگاه) قرار گرفت و به مدت ۱۷ هفته در جدول باقی ماند. اطراف خز در ۲۴ ژوئن ۱۹۹۹ گواهی طلا و در ۷ ژوئن ۲۰۱۱ گواهی پلاتین از انجمن صنعت ضبط موسیقی ایالات متحده آمریکا دریافت کرد.
وقتی آلبوم در اسپاتیفای منتشر شد، شامل نسخه متفاوتی از «Headup» بود که یک دقیقه طولانی‌تر از نسخه اصلی بود.

## تورها
در مه ۱۹۹۷، در حالی که اطراف خز در حال ضبط بود، گروه دو کنسرت در بوجنگلز در ساکرامنتو، کالیفرنیا اجرا کرد. این اولین اجراهای آنها از دسامبر ۱۹۹۶ بود و گروه چندین آهنگ از اطراف خز را که هنوز در مرحله دمو بودند، معرفی کرد. اجرای بعدی آنها در ۱۱ سپتامبر ۱۹۹۷ در کلوپ پرس در سان فرانسیسکو بود. این کنسرت شاهد اولین اجرای زنده آهنگ‌های اصلی «ساکت باش و بران (خیلی دور)» و «تابستان خودم (بزن کنار)» بود. پس از انتشار آلبوم در اکتبر ۱۹۹۷، دفتونز تور آمریکای شمالی/اروپا را با گروه‌های ساکرامنتویی فار و ویل هیون برگزار کرد. این تور تا اوایل سال ۱۹۹۸ ادامه یافت. بعدها در سال ۱۹۹۸، آنها در وارپد تور (در ایالات متحده، نیوزیلند و استرالیا)، فستیوال پینک‌پاپ، فستیوال راسکیلد و آزفست حضور یافتند، و همچنین یک ای‌پی زنده در ۱۰ آوریل ۱۹۹۸ منتشر کردند. در سپتامبر ۱۹۹۸، دفتونز با رد هات چیلی پپرز تور برگزار کرد، که اولین اجراهای آنها در بیش از شش سال با گیتاریست جان فروشانته بود.

## بازخورد منتقدان
| بررسی انتقادی              | بررسی انتقادی |
| منبع                       | رتبه‌بندی      |
| -------------------------- | ------------- |
| آل‌میوزیک                   | [ ۱۱ ]        |
| دانشنامه موسیقی عامه‌پسند   | [ ۳۰ ]        |
| کرنگ!                      | [ ۳۱ ]        |
| MusicHound Rock            | [ ۳۲ ]        |
| پیچفورک                    | ۷٫۸/۱۰        |
| Punknews.org               | [ ۳۴ ]        |
| راهنمای آلبوم رولینگ استون | [ ۳۵ ]        |
| Wall of Sound              | ۷۲/۱۰۰        |

آلبوم به‌طور کلی نقدهای مثبتی از منتقدان موسیقی دریافت کرد. گرگ کورائو از CMJ New Music Monthly در نوامبر ۱۹۹۷ اظهار داشت: «این فستیوال پرهیاهوی پرصدا بار دیگر گروه را در پیشبرد موسیقی راک سنگین و پرضرب، که گروه‌هایی مثل ساوندگاردن، هلمت و کایس نیز از آن حمایت می‌کنند، جلو می‌برد»، و افزود که «این حساسیت‌های سنگین با ناله مشتاقانه خواننده چینو مورنو ترکیب شده و به گروه اجازه می‌دهد نوع خاص خود از ساب-متال را خلق کند.» او در پایان نقد خود اظهار داشت که «با اطراف خز، دفتونز جای خود را در مسیر سخت موسیقی سنگین به‌سوی سال ۲۰۰۰ حک کرده‌اند.» در نقدیی گذشته‌نگر، منتقد آل‌میوزیک استفن توماس ارلوین نوشت: «دفتونز به همان حال‌وهوای آلترناتیو متال گروه‌هایی مثل کورن و ال۷ وارد می‌شوند، و اگرچه ریف‌های گیرا یا صدایی کاملاً توسعه‌یافته ندارند، اطراف خز نشان می‌دهد که آنها در آستانه یافتن هویت خود هستند.» جیمز پی. ویزدم از پیچفورک آهنگ‌های آلبوم را «شدید و خشن» توصیف کرد، در حالی که Punknews.org معتقد بود که آلبوم «گروهی را به نمایش می‌گذارد که از نقص‌ها، ساختار و رویکرد ترانه‌سرایی خود آگاه است و در نتیجه به بهبود کلی فوق‌العاده‌ای در این زمینه‌ها دست یافته است.» اما رابرت کریستگاو نظر مثبتی به این آلبوم نداد.
در سال ۲۰۱۵، منتقد سابی ریس-کولکانی از دیفیوزر اظهار داشت که «در دومین آلبوم برجسته خود، دفتونز عناصری از موج نو و شوگیز را تزریق کرد تا جهت‌گیری آینده خود را تعریف کند. آلترناتیو متال دیگر هرگز مثل قبل نبود.» ریس-کولکانی مشاهده کرد که آلبوم «اولین شکوفایی کامل دوگانگی را که هویت موسیقایی این پنج‌نفره ساکرامنتویی را تعریف کرده، ثبت می‌کند» و «استاندارد جدیدی برای آلترناتیو متال دهه ۹۰ تعیین کرد و درهایی را به‌سوی امکانات جدید باز کرد وقتی گروه‌ها انگیزه پیدا می‌کنند تا از انگیزه‌های خشن که معمولاً موسیقی تهاجمی را هدایت می‌کند، فاصله بگیرند.» او همچنین خاطرنشان کرد که در حالی که آلبوم «به‌طور غیرقابل‌انکاری سنگین‌تر و قوی‌تر» از اولین آلبوم گروه آدرنالین به نظر می‌رسد، تأثیرات نیو ویو و پست-پانک چینو مورنو به‌طور فزاینده‌ای آشکار شد: «در اطراف خز، عشق مورنو به گروه‌های نیو ویو مثل دپش مد و کیور به‌طور جدی خود را نشان داد.»
در جوایز کرنگ! سال ۱۹۹۸، اطراف خز جایزه «بهترین آلبوم» را برد. متال همر آن را به‌عنوان یکی از ده آلبوم برتر منتشرشده در سال ۱۹۹۷ معرفی کرد. همچنین آن را یکی از بهترین آلبوم‌های متال منتشرشده بین سال‌های ۱۹۹۶ و ۱۹۹۷ نامید. در سال ۲۰۱۷، لودوایر آن را سومین آلبوم برتر هارد راک سال ۱۹۹۷ نامید. وقتی کرنگ! هشت آلبوم منتشرشده دفتونز تا مه ۲۰۲۰ را رتبه‌بندی کرد، اطراف خز در رتبه چهارم قرار گرفت.
در سال ۲۰۲۱، مورنو گفت که اطراف خز آلبوم مورد علاقه او از دفتونز است.

## فهرست قطعات
همهٔ ترانه‌ها توسط دفتونز، به‌جز «Headup» که دفتونز و مکس کاوالرا آن را نوشتند نوشته شده‌است.
| شماره      | نام                             | مدت   |
| ---------- | ------------------------------- | ----- |
| ۱.         | «My Own Summer (Shove It)»      | ۳:۳۵  |
| ۲.         | «Lhabia»                        | ۴:۱۱  |
| ۳.         | «Mascara»                       | ۳:۴۵  |
| ۴.         | «Around the Fur»                | ۳:۳۱  |
| ۵.         | «Rickets»                       | ۲:۴۲  |
| ۶.         | «Be Quiet and Drive (Far Away)» | ۵:۰۸  |
| ۷.         | «Lotion»                        | ۳:۵۷  |
| ۸.         | «Dai the Flu»                   | ۴:۳۶  |
| ۹.         | «Headup» (با حضور مکس کاوالرا)  | ۵:۱۲  |
| ۱۰.        | «MX» (شامل آهنگ‌های مخفی)        | ۳۷:۱۹ |
| مجموع مدت: | مجموع مدت:                      | ۷۳:۵۶ |

| نسخه وینیل | نسخه وینیل               | نسخه وینیل |
| شماره      | نام                      | مدت        |
| ---------- | ------------------------ | ---------- |
| ۱۰.        | «MX» (بدون آهنگ‌های مخفی) | ۴:۵۲       |
| مجموع مدت: | مجموع مدت:               | ۴۱:۲۹      |

یادداشت‌ها
1. ↑  «MX» خود در ۴:۵۲ به پایان می‌رسد. در نسخه‌های سی‌دی و دیجیتال آلبوم، پس از آن دو آهنگ مخفی قرار دارد که با ۲۷ دقیقه و ۲۱ ثانیه سکوت از هم جدا شده‌اند؛ «Bong Hit» و «Damone". "Bong Hit» (۱۹:۳۲–۱۹:۵۵) پس از ۱۴ دقیقه و ۴۰ ثانیه سکوت شروع می‌شود. پس از ۱۲ دقیقه و ۴۱ ثانیه سکوت دیگر، «Damone» (۳۲:۳۶–۳۷:۱۹) آلبوم را به پایان می‌رساند. در نسخه‌های وینیل آلبوم، هیچ‌کدام از آهنگ‌های مخفی وجود ندارند و آلبوم پس از «MX» تمام می‌شود.

## عوامل
نام عوامل از یادداشت‌های درون اطراف خز اقتباس شده‌اند.
دفتونز
- چینو مورنو – وکال
- استیون کارپنتر – گیتار
- چی چنگ – بیس
- ایب کانینگهام – درام

پرسنل اضافی
- فرانک دلگادو – ترن‌تیبل در «My Own Summer (Shove It)», «Around the Fur», «Dai the Flu», «Headup» و «MX»
- مکس کاوالرا – وکال و گیتار اضافی در «Headup»
- آنالین کانینگهام – وکال اضافی در «MX»

تولید
- تری دیت – تهیه‌کننده، میکس، ضبط
- اولریش وایلد – میکس، ضبط، ویرایش دیجیتال
- مت بیلز – دستیار تری دیت
- استیو دورکی – دستیار اولریش وایلد
- تد جنسن – مسترینگ
- ریک کوزیک – عکاسی
- کوین ریگان – کارگردانی هنری، طراحی

## گواهی‌ها
| منطقه                                                                       | گواهی  | واحد گواهی‌شده/فروش |
| --------------------------------------------------------------------------- | ------ | ------------------ |
| استرالیا (آی‌اف‌پی‌آی استرالیا)                                                | طلا    | ۳۵٬۰۰۰^            |
| نیوزیلند (آرآی‌ای‌ان‌زد)                                                       | طلا    | ۷٬۵۰۰              |
| بریتانیا (بی‌پی‌آی)                                                           | طلا    | ۱۰۰٬۰۰۰^           |
| ایالات متحده (آرآی‌ای‌ای)                                                     | پلاتین | ۱٬۰۰۰٬۰۰۰^         |
| ^ رقم توزیع تنها بر پایهٔ گواهی‌ها. · رقم فروش+پخش جاری تنها بر پایهٔ گواهی‌ها. |        |                    |

## سایر رسانه‌ها و ارجاعات فرهنگی
«My Own Summer (Shove It)» در The Matrix: Music from the Motion Picture، منتشرشده در ۳۰ مارس ۱۹۹۹، حضور داشت.
پوستری از جلد آلبوم در فیلم ۱۹۹۹ سرباز جهانی: بازگشت قابل‌مشاهده بود.
«Headup» به‌طور کامل در فیلم ۲۰۰۱ دیوانه استفاده شد.
«Be Quiet and Drive (Far Away)» در موسیقی متن دو بازی ویدیویی ورزش‌های اکستریم حضور داشت: Dave Mirra Freestyle BMX (۲۰۰۰) و Tony Hawk: Shred (۲۰۱۰).
گروه راک انگلیسی میوز، دفتونز را یکی از عوامل تأثیرگذار اصلی بر خود ذکر کرده‌اند و گاهی ریف «Headup» را به‌عنوان پایان آهنگ «تازه‌به‌دنیاآمده» در اجراهای زنده استفاده می‌کنند.